# Oftalmosaure
L'oftalmosaure (Ophthalmosaurus) és un gènere representat per una única espècie d'ictiosaure, que va viure en el Juràssic Superior (fa aproximadament entre 165 i 150 milions d'anys) en el que avui és Europa i l'Argentina.
Era un rèptil marí del grup dels ictiosaures. Tenia una certa semblança amb els peixos espasa a causa del seu musell llarg i fi. El cap era rodó amb dos enormes ulls adaptats a la caça de nit. Tenia potes transformades en aletes, a més de la seva cua com la d'un peix i una aleta dorsal. És possible que visqués en grups.
Aquest animal va viure en l'antiga Europa, en el Carib quan les seves illes encara no emergien i l'actual Argentina. Era un caçador i al seu torn presa també de rèptils marins majors com pliosaures. Va tenir una longitud d'1 metre.